# Partido Democrático Socialista para Salvação Guineense
O Partido Democrático Socialista de Salvação Guineense (PDSSG), também conhecido por Partido Jovem, é um partido político de esquerda da Guiné-Bissau. Foi fundado por Serifo Baldé, ex-emigrante em Portugal.